# Ich möchte nicht allein zurückgehen

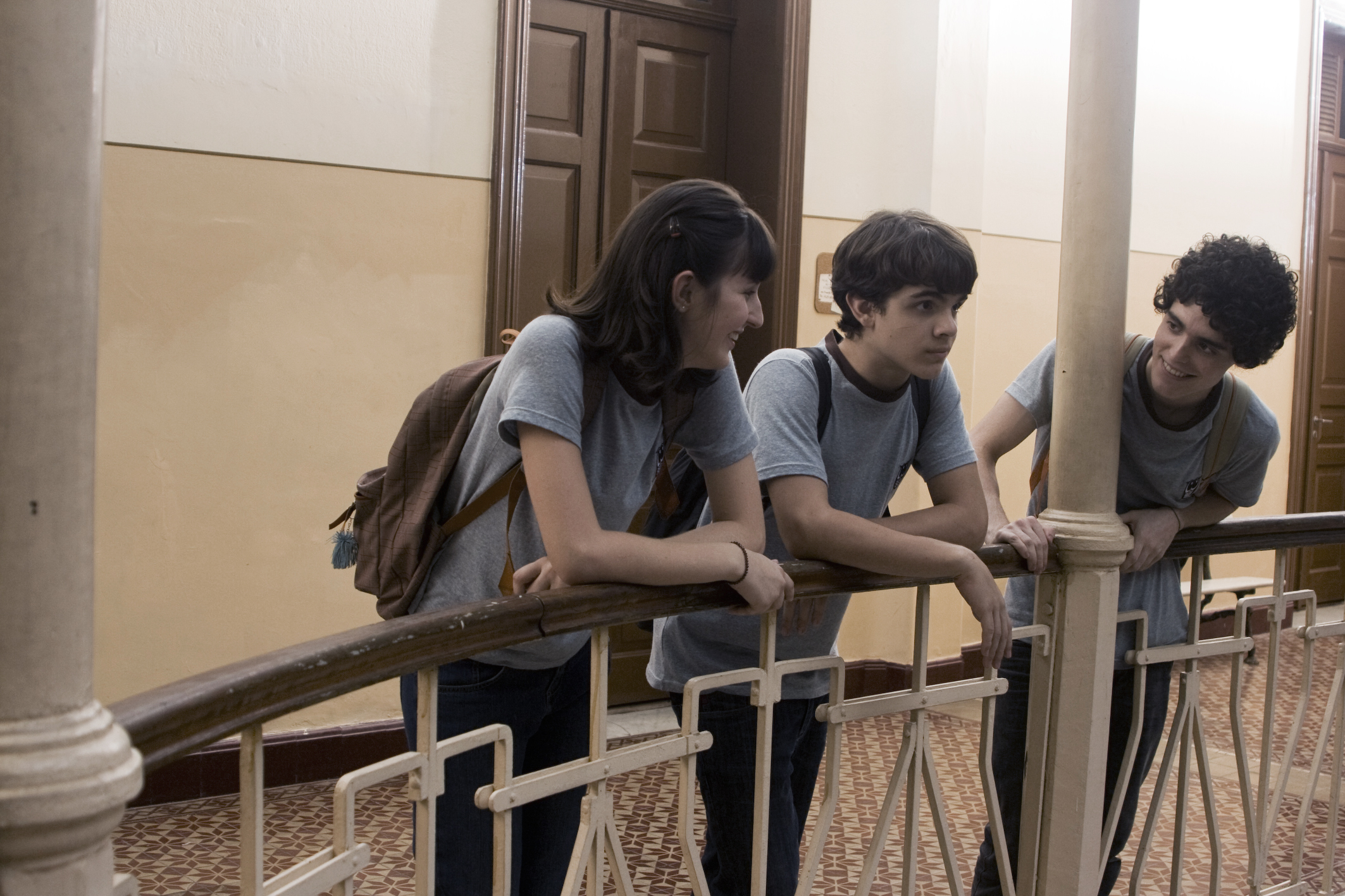
Giovana, Leonardo und Gabriel in Eu Não Quero Voltar Sozinho

Ich möchte nicht allein zurückgehen (portugiesischer Originaltitel: Eu Não Quero Voltar Sozinho) ist ein brasilianischer Kurzfilm aus dem Jahre 2010 von Daniel Ribeiro. Der Film hat 2011 den Iris Prize gewonnen, der eine internationale Auszeichnung für schwule und lesbische Kurzfilme ist und seit 2007 vergeben wird.
Der Kurzfilm ist auf YouTube mit Untertiteln in verschiedenen Sprachen verfügbar, darunter Englisch, Französisch, Spanisch, Türkisch, Slowakisch, Russisch, Italienisch, Ungarisch, Estnisch und Vietnamesisch. 2014 erschien Ribeiros Spielfilm Heute gehe ich allein nach Hause, der auf dem Kurzfilm basiert; auf der deutschen DVD-Ausgabe ist auch der Kurzfilm enthalten.

## Handlung
Die Ankunft eines neuen Schülers in der Schule ändert Leonardos Leben. Der 15-jährige, blinde Teenager spürt die Eifersucht seiner besten Freundin, Giovana, während er sich seinen Gefühlen gegenüber seinem neuen Freund, Gabriel, klar wird. Leo wird jeden Tag von Giovana nach Hause gebracht. Gabriel begleitet die beiden, da er in derselben Richtung wie Leo wohnt. Gabriel gibt Leo Nachhilfe in Mathematik, und Leo bringt Gabriel etwas Brailleschrift bei. Nachdem Leo Giovana erzählt, dass er sich in Gabriel verliebt hat, reagiert diese zunächst enttäuscht und ausweichend. Sie verspricht ihm jedoch, nach der Geburtstagsfeier ihrer Großmutter bei Leo vorbeizukommen. Leo geht allein nach Hause und als jemand sein Zimmer betritt, hält er die Person für Giovana. Er schüttet der Person sein Herz aus und weiß nicht, dass in Wahrheit Gabriel vor ihm steht. Als Leo erwähnt, dass er sich in Gabriel verliebt hat, küsst Gabriel ihn flüchtig auf den Mund. Er verlässt Leos Zimmer, ohne seine Identität preiszugeben. Giovana kommt später bei Leo vorbei und entschuldigt sich, dass sie es früher nicht geschafft hat. Aufgewühlt tastet Leo sein Zimmer nach Gabriels Pullover ab, den jener am Tag zuvor bei ihm vergessen hatte. Nachdem auch Giovana ihm bestätigt, dass sich Gabriels Pullover nicht mehr in seinem Zimmer befindet, weiß Leo, dass Gabriel es war, der ihn geküsst hat, und lächelt.

## Hintergrund
Der Film wurde in São Paulo gedreht und hatte ein geschätztes Budget von 80.000 brasilianischen Reais (2010 etwa 30.000 Euro). Tess Amorim hatte zuvor schon in einem Film mitgespielt und zahlreiche Animationsfilme vertont, darunter die Rolle der Stephanie in der portugiesischen Version von LazyTown. In einem Interview sagte Guilherme Lobo, dass Ribeiro den Schauspielern die Möglichkeit gegeben habe, eigene Ideen einfließen zu lassen. In demselben Interview erzählte Fabio Audi, dass sie auch mit tatsächlich blinden Menschen interagiert hätten, um ein Gespür für den Film zu bekommen. Der Titelsong Beijo Roubado em Segredo (dt. Heimlicher Kuss) wurde von Tatá Aeroplano und Juliano Polimeno gesungen, hat eine Gesamtlänge von 2:42 Minuten und wurde am 27. Februar 2011 auf Bandcamp veröffentlicht.

## Auszeichnungen und Nominierungen
| Filmfest            | Kategorie                              | Jahr | Ergebnis |
| ------------------- | -------------------------------------- | ---- | -------- |
| Outfest             | Outstanding Dramatic Short Film        | 2011 | Gewonnen |
| Iris Prize Festival | Iris Prize                             | 2011 | Gewonnen |
| Cork Film Festival  | OutLook Award for Best LGBT Short Film | 2011 | Gewonnen |
| Reel Affirmations   | Best Male Short                        | 2011 | Gewonnen |

## Spielfilm
Im Dezember 2012 wurde auf der offiziellen Twitter-Seite des Films angekündigt, dass ein Spielfilm produziert wird, der auf dem Kurzfilm basiert. Im September 2013 gab Regisseur Daniel Ribeiro bekannt, dass der finale Titel des Films Hoje Eu Quero Voltar Sozinho lauten würde. Der offizielle englische (und internationale) Titel des Films lautet hingegen The Way He Looks. Am 10. Februar 2014 wurde der Film erstmals auf der Berlinale gezeigt, die deutsche Kinopremiere hatte er am 26. Februar 2015 unter dem Titel Heute gehe ich allein nach Hause.